# 新圩古墓群
新圩古墓群，位于中国广西壮族自治区蒙山县新圩公社双垌大队、谢村大队，为一个省级文物保护单位，类型为古墓群，为第二批广西壮族自治区文物保护单位，公布时间为1981年8月25日。
新圩古墓群的历史年代为汉～晋。